# Лас-Вегас Рэнглерс
«Лас-Ве́гас Рэ́нглерс» (англ. Las Vegas Wranglers) — профессиональный хоккейный клуб, выступавший в Тихоокеанском дивизионе Западной конференции ECHL. Клуб базировался в городе Лас-Вегас, штат Невада, США. Был основан в 2003 году в качестве команды расширения, после того, как ECHL поглотила Хоккейную лигу Западного побережья (WCHL).
Команда являлась фарм-клубом для клуба НХЛ «Калгари Флэймз» с 2003 по 2009 год, а начиная с сезона 2009/10 стала фарм-клубом «Финикс Койотис».

## Статистика выступления
Легенда: GP = Сыграно игр, W = Побед, L = Поражений, T = Проигрышей в овертайме/по буллитам, Pts = Очков, GF = Goals for, GA = Goals against, PIM = Пенальти в минутах
| Сезон   | GP | W  | L  | T  | Pts | GF  | GA  | PIM  | Место            | Плей-офф                                                   |
| 2005/06 | 72 | 53 | 13 | 6  | 112 | 267 | 176 | 1513 | 2, Западный      | Проиграли в финале дивизиона, 2-4 (Аляска Эйсез)           |
| 2006/07 | 72 | 46 | 12 | 14 | 106 | 231 | 187 | 1374 | 1, Тихоокеанский | Проиграли в полуфинале конференции, 2-4 (Айдахо Стилхэдз)  |
| 2007/08 | 72 | 47 | 13 | 12 | 106 | 244 | 179 | 1440 | 1, Тихоокеанский | Проиграли в финале Кубка Келли, 2-4 (Цинциннати Сайклонс)  |
| 2008/09 | 73 | 34 | 31 | 6  | 76  | 208 | 195 | 1622 | 2, Тихоокеанский | Проиграли в финале конференции, 0-4 (Аляска Эйсез)         |
| 2009/10 | 72 | 34 | 30 | 8  | 76  | 234 | 257 | 1421 | 2, Тихоокеанский | Проиграли в четвертьфинале конференции, 2-3 (Юта Гриззлис) |